# Торкотино
Торкотино (рос. Торкотино) — присілок в Мещовському районі Калузької області Російської Федерації.
Населення становить 307 осіб. Входить до складу муніципального утворення Селище Молодіжний.

## Історія
Від 2004 року входить до складу муніципального утворення Селище Молодіжний.

## Населення
| 2002 | 2010 |
| ---- | ---- |
| 295  | ↗307 |